# Actroide

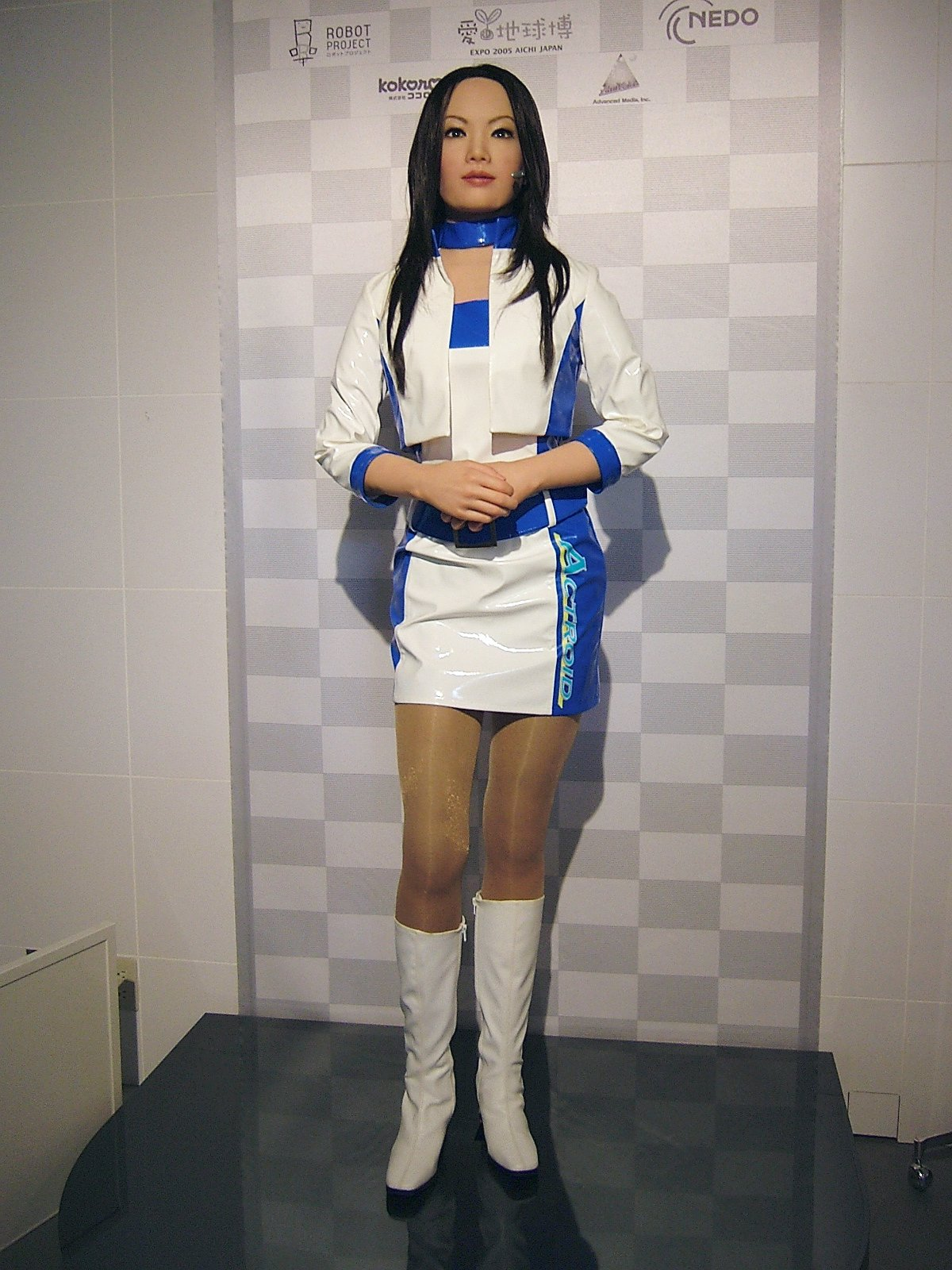
"Actroid DER-01" da Kokoro, Inc (2005).

Actroide é um robô humanoide desenvolvido pela Universidade de Osaka e fabricado pela Kokoro Company Ltd. (a divisão de animatrônica da Sanrio) que se assemelha fisicamente a um ser humano. Foi exibido pela primeira vez em 2003 na Exposição Internacional de Robôs, em Tóquio. Várias versões diferentes do produto foram produzidas desde então. Na maioria dos casos, a aparência dos robôs foi desenvolvida com base em mulheres jovens de ascendência nipônica.
As Actroides são um exemplo pioneiro das máquinas que a ficção científica chama de androides ou ginoides. Ela pode imitar algumas funções de criaturas vivas, tais como piscar os olhos, falar e respirar. Os modelos "Repliee" são robôs intera(c)tivos com a capacidade de reconhecer e processar fala e responder de forma semelhante.